# Blanche Bilongo
Blanche Bilongo es una actriz, guionista, presentadora y editora camerunesa. 

## Biografía
Bilongo es nativa de la Región Centro de Camerún. Asistió a la universidad Johnson en Yaundé. En 1987, comenzó a asistir a los ensayos de la compañía de teatro Les Pagayeurs de André Bang y memorizó las líneas para el papel principal femenino. Un día, cuando la actriz principal se ausentó, tomó su lugar y su actuación convenció a todos. Posteriormente se unió a la compañía.
Debutó en la película de 2000, Tiga, L'Héritage. En 2005, interpretó a Sabine en la telenovela N'taphil. En 2007, interpretó a Pam en la película Les Blessures Inguérissables de Hélène Patricia Ebah. Su personaje lidia con la desaparición de su marido y se da cuenta de que su vida ha sido una mentira. Se convirtió en editora del canal de televisión CRTV en 2009
Fue nombrada Caballero de la Orden del Valor en mayo de 2015, a propuesta de la ministra de Arte y Cultura Narcisse Mouelle Kombi. En 2019, lanzó su primer sencillo, "Le temps de Dieu", en lengua Beti y dedicado a su difunta madre. En el 2020, interpretó a Marie Young en la comedia romántica Golpe de Foudre en Yaoundé.

## Filmografía
- 2000 : Tiga, L'Héritage
- 2006 : Mon Ayon : Eda
- 2006 : Enfant Peau Rouge : la reina
- 2007 : Les Blessures Inguérissables : Pam
- 2010 : Les Bantous vont au Cinéma
- 2011 : Deuxième Bureau
- 2020 : Golpe de Foudre en Yaoundé : Marie Young